# عقوبة إيجر
عقوبة إيجر هي رواية إثارة عام 1972 من تأليف تريفانيان، الاسم المستعار لرودني ويليام ويتاكر. تدور القصة حول أستاذ في الفن الكلاسيكي وجامع أعمال يضاعف دور قاتل محترف، ويتم إجباره على الخروج من التقاعد للانتقام لمقتل صديق قديم. تم تحويل الرواية إلى فيلم يحمل نفس الاسم في عام 1975، من إخراج وبطولة كلينت إيستوود. كتب ويتاكر تكملة بعنوان عقوبة لو.

## .الحبكة
الدكتور جوناثان هيملوك أستاذ فنون ومتسلق جبال. وهو أيضًا جامع لوحات معظمها من السوق السوداء. لتمويل مجموعته هيملوك، الذي خدم في فريق القوات الخاصة لفرع استخبارات عسكرية وقاتل في الحرب الكورية، يعمل ما يسمى ب «القاتل المضاد» لوكالة حكومية أمريكية سرية، "CII".
من أجل الحصول على بيسارو، يوافق هيملوك على تنفيذ بضع «عقوبات» (الاغتيالات التعاقدية التي تستهدف على وجه التحديد قتلة العملاء الأمريكيين). يتم التعامل مع أول واحد بسهولة في مونتريال. للمرة الثانية، سيحتاج إلى الانضمام إلى مجموعة من المتسلقين الذين هم على وشك تجربة الوجه الشمالي لجبل إيجر، وهو تحد صعب للغاية. يعود هيملوك إلى التدريب ويتسلق الجبل في نهاية المطاف مع الفريق الذي يعتقد أنه يضم ضحيته المحتملة - والتي سيتعين عليه استنتاج هويتها على الجبل نفسه. تعطل ظروف التسلق السيئة التسلق وتقود هيملوك إلى اكتشاف أن هدفه هو شخص آخر غير المتوقع.

## انظر ايضاً
- أدب الجاسوسية.

## روابط خارجية
- The Eiger Sanction at Trevanian.com
- The Eiger Sanction at Google Books